# C. J. 마일스

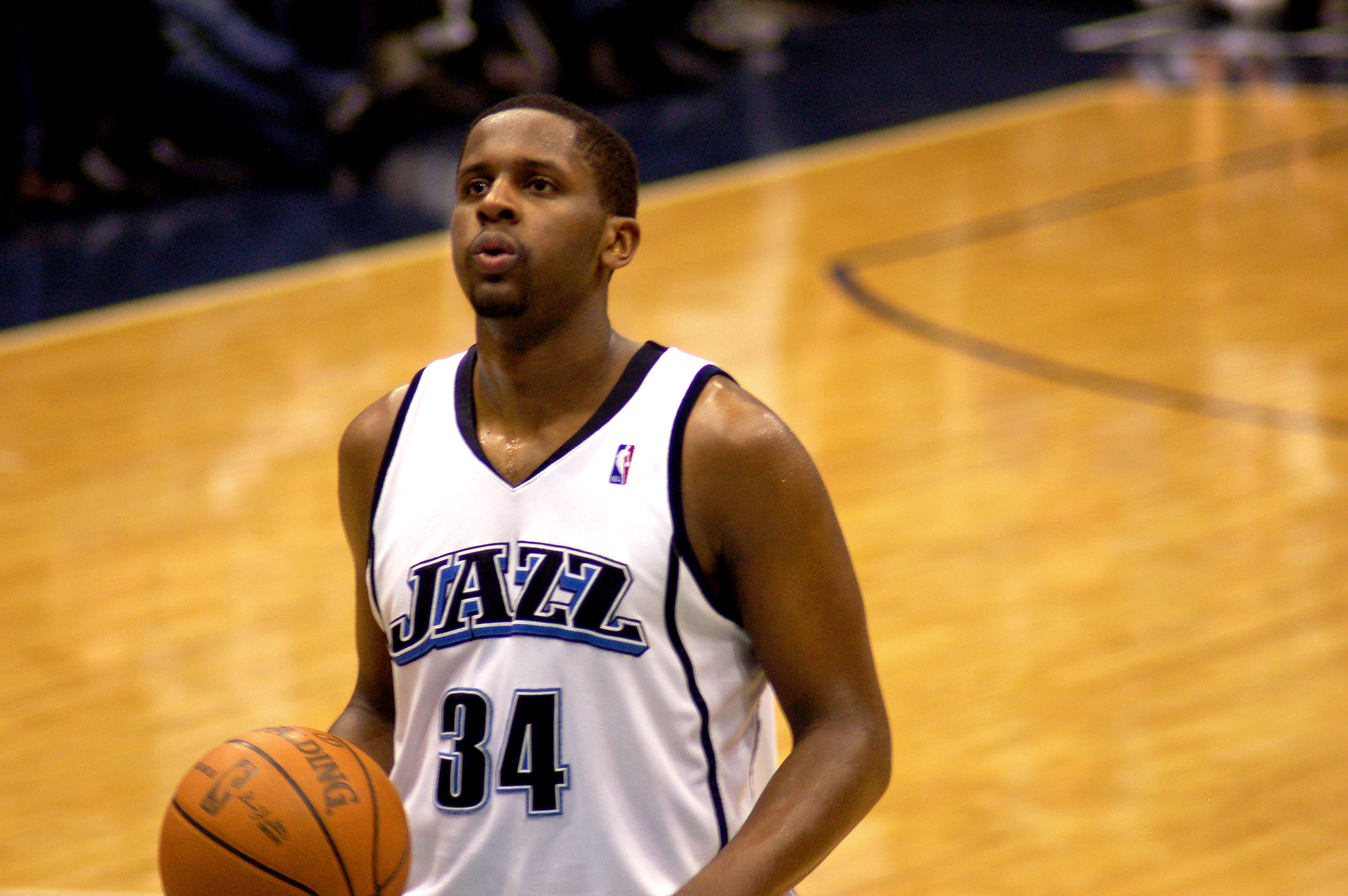
2010년 모습

C. J. 마일스(C. J. Miles, 본명: 캘빈 안드레 "C.J." Miles Jr., 1987년 3월 18일 ~ )는 NBA G 리그의 NBA G 리그 이그나이트에서 마지막으로 뛰었던 미국의 전직 프로 농구 선수이다. 댈러스 출신인 마일스는 고등학교를 졸업한 후 2005년 유타 재즈에 의해 드래프트되었다.

## 고등학교 경력
마일스는 달라스의 스카이라인 고등학교(Skyline High School for Architecture)에 다녔으며 그곳에서 퍼레이드 올아메리칸 퍼스트 팀(Parade All-American First Team)에 지명되었다. 그는 주니어 시절 평균 23.2득점, 11.2리바운드, 3.3어시스트를 기록했고, 시니어 시절에는 23.5득점, 10.0리바운드, 4.8어시스트를 기록했다.
마일스는 선배로서 스카이라인을 클래스 5A 지역 II 준준결승으로 이끌었고 댈러스 모닝 뉴스(Dallas Morning News)에서 올 댈러스 지역 올해의 선수로 선정되었다. 또한 2005년 맥도널드 고등학교 올 아메리칸(McDonald's High School All-American)으로 선정되었다. 라이벌스닷컴(Rivals.com)에 의해 19번째 최고의 시니어 유망주로 선정되었으며 스카우트닷컴(Scout.com)에 의해 미국 내 10번째로 좋은 시니어 유망주로 선정되었다.
스카이라인은 그의 등번호 34번 유니폼을 영구결번으로 지정하여 전 NBA 스타 래리 존슨 (농구 선수)(Larry Johnson)에 이어 학교 역사상 영예를 얻은 두 번째 선수가 되었다.
맥도널드 고등학교 올아메리칸 게임(McDonald's High School All-America Game)에서 13득점, 마이클 조던 클래식(Michael Jordan Classic)에서 16득점을 기록하며 고등학교 생활을 마감했다.